# Коссимон, Жан-Роже
Жан-Роже́ Коссимо́н (фр. Jean-Roger Caussimon; 24 июля 1918, 14-й округ Парижа, Франция — 20 октября 1985, 13-й округ Парижа, Франция) — французский актёр и шансонье, написавший, помимо прочего, слова к шансону Monsieur William и снявшийся более чем в 100 фильмах.

## Биография
Коссимон дебютировал в кино в 1945 году в биографическом фильме «Франсуа Вийон» режиссёра Андре Звободы с Сержем Реджани в главной роли «Великого Эколье». В кинокомедии 1951 года «Красная таверна» Клода Отан-Лара с Фернанделем, Франсуазой Розе и Жюльеном Кареттом он взял на себя роль Довена. В 1952 году он сыграл в юридической драме «Все мы убийцы» режиссёра Андре Каятта. Он сыграл роль «обвинителя» вместе с Марселем Мулуджи, Реймоном Пеллегреном и Клодом Лайду.
В 1954 году он сыграл роль «барона Вальтера» в музыкальном фильме Французский канкан режиссёра Жана Ренуара вместе с Жаном Габеном, Франсуазой Арну и Марией Феликс. В литературной адаптации «Милый друг — парижский бабник» (1955) Луи Дакена с Йоханнесом Хестерсом, Марианной Шёнауэр и Кристлом Мардайном он изобразил «Лесника». Фернан Рейно, Дора Долл и Ноэль Рокевер изображают «Кастора Прудента». В экранизации Доктора Мабузе в стальной сети Dr. Mabuse Харальда Рейнла с Гертом Фрёбе, Лексом Баркером и Далией Лави, он появился во второстепенной роли пономаря. Он сыграл маршала Базена в фильме Роберта Сиодмака 1965 года Карла Мэя «Пирамида бога Солнца» с Лексом Баркером, Жераром Барреем и Риком Баттальей в главных ролях.
В 1966 году Теренс Янг снял шпионский фильм «Шпион между двумя фронтами» (первоначальное название: «Тройной крест»), где Коссимон сыграл второстепенную роль «генерала ВВС» вместе с Кристофером Пламмером, Роми Шнайдер и Тревором Ховардом. В 1967 году он взял на себя роль лорда Мак-Рэшли в криминальной комедии «Фантомас против Скотланд-Ярда» режиссёра Андре Юнебеля с Жаном Маре, Луи де Фюнесом и Милен Демонжо в главных ролях. В телевизионном фильме 1968 года «Большие приключения» Марселя Кравенна, основанном на романе Чарльза Диккенса «Большие надежды», он сыграл главную роль Джаггерса вместе с Мадлен Рено и Шарлем Ванелем. В криминальном фильме Бертрана Тавернье 1976 года «Судья и убийца» с Филиппом Нуаре, Мишелем Галабру и Изабель Юппер он изобразил «уличного певца».
В фильме «Жандарм и инопланетяне» Жана Жиро 1979 года он сыграл «епископа» вместе с Луи де Фюнесом, Мишелем Галабру и Морисом Ришем. Его последнее появление было в телевизионном фильме 1984 года «Шато» Жана Кершброна, в котором он сыграл второстепенную роль вместе с Даниэлем Месгуичем, Альбертом Мединой и Реджепом Митровицей.
Коссимон также написал множество песен, таких как Monsieur William (1953), которые исполнялись не только им самим, но и такими артистами, как Катрин Соваж и Жак Брель.

## Избранная фильмография
- 1945: Франсуа Вийон
- 1946: Буканьеры любви (Петрус)
- 1948: Город безумной любви (Клошмерль)
- 1951: Красная таверна
- 1952: Анна и палач (Il boia di Lilla — La vita avventurosa di Milady)
- 1952: Все мы убийцы (Nous sommes tous des Assassins)
- 1954: Французский канкан
- 1954: Варфоломеевская ночь (La Reine Margot)
- 1955: Bel Ami — Парижский бабник (Bel ami)
- 1955: Порт желания (Port du désir)
- 1956: Фернан Ковбой
- 1957: Омытый всеми водами (Et par ici la sortie)
- 1958: Чёрная звезда в белой ночи (Un homme se penche sur son passé)
- 1958: Привет от гориллы (Le gorille vous salue bien)
- 1958: Парижские крысы (Les jeuxhazardeux)
- 1961: Молодой генерал (Лафайет)
- 1961: В стальных сетях Dr. мабусе
- 1964: Триумф мушкетёра (Hardi Pardaillan! )
- 1965: Девушки, которые продают себя (L’amour à la chaîne)
- 1965: Пирамида бога Солнца
- 1965: Томас-самозванец (Thomas l’imposteur)
- 1965: Рандеву убийц (Pleins feux sur Stanislas)
- 1966: Шпион между двумя фронтами (Тройной крест)
- 1967: Фантомас против Скотланд-Ярда
- 1971: Убийца по правилам (Les Assassins de l’Ordre)
- 1972: Большой стежок (Tout le monde il est beau, tout le monde il est gentil)
- 1972: Пятилистный клевер (Le trèfle à cinq feuilles)
- 1973: Пардон, товарищи! Благородный будь человеком, беспомощным и богатым (Moi y’en a vouloir des sous)
- 1975: Пусть начнётся праздник
- 1976: Судья и убийца (Le juge et l’assassin)
- 1979: Жандарм и инопланетяне
- 1982: Отверженные